# Kugelloh
Kugelloh ist ein Gemeindeteil der Gemeinde Feldkirchen-Westerham im oberbayerischen Landkreis Rosenheim. Die Einöde  hat 6 Einwohner (Stand 31. Dezember 2004). Sie liegt am Rande eines Waldstückes im Osten der Gemeinde auf einer Höhe von 572 m ü. NHN nordöstlich des Gemeindeteils Feldolling. 1752 bestand die Einöde aus einem Anwesen; 1815 wurde Kugelloh noch „Breitenloh“ genannt.
Koordinaten: 47° 54′ N, 11° 52′ O